# ۱۳۴ (پیش از میلاد)
۱۳۴ (پیش از میلاد) ۱۳۴مین سال قبل از تقویم میلادی است.